# Allas-les-Mines
Allas-les-Mines è un comune francese di 191 abitanti situato nel dipartimento della Dordogna, nella regione della Nuova Aquitania.

## Storia
Il territorio del comune, sulla riva sinistra della Dordogna, fu occupato sin dall'epoca magdaleniana, 17 000 anni fa. In passato, il comune è stato chiamato Alat, poi Allas-de-Berbiguières. Viene anche citata nel 1643 la parrocchia chiamata Alat de Ferrières. Durante il periodo della Rivoluzione, si chiamava Allas-l'Égalité. Nel 1910, prende il nome di Allas-les-Mines.
Le origini del villaggio sono antecedenti all'epoca gallo-romana, gli scavi del 1956 attestano dell'esistenza di uno stanziamento vinicolo con follatoio, il sito di un torchio, la scoperta di monete datate sotto Vespasio, una di Traiano, cinque da Galliano a Tetrico, ecc. Queste vestigia testimoniano dell'uso limitato della monetizzazione fra il I e III secolo.
Sotto Luigi XV, secondo un rapporto dell'intendente di Guyenne, Avv. Jully, nel 1746 il borgo è composto da 28 case. Un'epidemia colpisce il villaggio : 30 morti e 25 persone a letto, seriamente ammalate: peste o colera?
Il villaggio conta 550 abitanti nel XIX secolo fino al 1956, una fabbrica di calce ha impiegato fino a 220 operai. Le cave di lignite hanno occupato fino a 1.248 impiegati. La facciata, il campanile con le sue arcate e torretta di scale della chiesa sono iscritti all'inventario supplementare dei Monumenti Storici francesi dall'8 aprile 1984 grazie allo storico sindaco (1971-2008), René Magimel.

## Amministrazione
Lista dei sindaci successivi

Periodo	         ---------------------- Identità	      ----------------------  Qualità

1971-marzo 2008	    -------   René Magimel	  	    --- Artigiano Falegname in pensione

marzo 2008-in corso ---   Guy de Brondeau	    -----   Pensionato di banca

## Società

### Evoluzione demografica
Abitanti censiti